# Bruno Martini
Bruno Martini, francoski nogometaš in trener, * 25. januar 1962, Nevers, Francija, † 20. oktober 2020, Montpellier, Francija.
Martini je svojo nogometno pot začel kot vratar pri francoskem klubu AJ Auxerre. Kasneje je bil posojen v klub AS Nancy, nato pa je v vratih matičnega kluba zamenjal Joëla Batsa, ki je odšel v Paris Saint-Germain FC. Za Auxerre je nato nastopil na 322 tekmah v Ligue 1.
Klub je zapustil pred začetkom sezone 1995-96, ko ga je v prvi ekipi zamenjal Lionel Charbonnier. Kariero je končal leta 1999, po štirih letih igranja za Montpellier Hérault SC. 
Martini je za francosko nogometno reprezentanco zbral 31 nastopov, udeležil pa se je tudi Evropskega nogometnega prvenstva 1992 in 1996. Po upokojitvi je postal trener vratarjev za francosko reprezentanco.